# Werner Wirthle
Werner Wirthle (* 23. August 1908 in Blaubeuren; † 2. August 2001 in Frankfurt am Main) war ein deutscher Verleger.

## Leben
Werner Wirthle wuchs in Ulm auf und wurde zunächst in Leipzig beim B. G. Teubner Verlag ausgebildet. 1928 wechselte er nach Berlin zum Ullstein Verlag. Er arbeitete 1924 in der Geschäftsstelle der DDP in Ulm. Er war Mitglied im Reichsbanner Schwarz-Rot-Gold und gehörte 1928/29 dem Landesvorstand des Reichsbunds der Jungdemokraten Berlin-Brandenburg an. Ab 1940 leistete er Wehrdienst.
1945 wurde er von der US-Besatzung zum Treuhänder der Frankfurter Societäts-Druckerei bestimmt, die bis 1943 die renommierte Frankfurter Zeitung herausgegeben hatte. Das Traditionsunternehmen gestaltete er ab 1949 zu einem modernen Verlagshaus um und führte es bis 1991.

## Auszeichnungen
- Großes Verdienstkreuz (1959) mit Stern (1968) und Schulterband (1978)[2] der Bundesrepublik Deutschland
- Ehrenplakette der Stadt Frankfurt am Main 1968
- Verdienstorden der Italienischen Republik 1976
- Wilhelm-Leuschner-Medaille 1977
- Friedrich-Stoltze-Preis 1990
- Hessischer Verdienstorden 1990

## Schriften (Auswahl)
- Erfahrungen. Societäts-Druckerei, Frankfurt am Main 1998.
- Zeit in der Zeit. Aus den Notizbüchern. Petri-Presse, Usingen 1978.
- Frankfurter Zeitung und Frankfurter Societäts-Druckerei GmbH. Die wirtschaftlichen Verhältnisse 1927–1939. Societäts-Druckerei, Frankfurt am Main 1977.
- Feuer vom Feuer lebt. Societäts-Druckerei, Frankfurt am Main 1975.